# Bánsághi Vince
Bánsághi Vince (Steinacher; Resicabánya, 1881. december 27. - Helemba, 1960. március 26.) festő.

## Élete
1904-ben Vajda Zsigmondnál, 1905-től pedig a budapesti Képzőművészeti Főiskolán Zemplényi Tivadarnál és Ferenczy Károlynál tanult festeni. 1908-ban szerepelt először munkáival a Nemzeti Szalonban. 1909-től a Képzőművészeti Egyesület és a Műcsarnok tagja volt. 1911–1912-ben a Julian Akadémia diákja Párizsban. 1912-ben Helembán telepedett le.
Tanítványa volt többek között Kocsis Ernő (1937-2016).

## Művei
Főleg lírai hangulatú tájképeket festett, de jelentősek oltárképei, egyéb templomi festményei is (például Kéménden és Ipolyszalkán). A budapesti Szépművészeti Múzeum, a lugosi Hadi Múzeum, az esztergomi Bazilika, a budapesti Japán Nagykövetség és a Pozsonyi Városi Múzeum is őrzi festményeit.